# Produkcja hip-hop
Produkcja hip-hop – debiutancki album studyjny polskiego producenta hip-hopowego i rapera DJ-a 600V. Pierwotnie było to wydanie dwukasetowe, później ukazało się w wersji dwupłytowej.
Pochodzący z albumu utwór pt. „Letnia miłość” znalazł się na liście „120 najważniejszych polskich utworów hip-hopowych” według serwisu T-Mobile Music.

## Lista utworów
| Strona Jasna 1. „Intro” 2. „Po prostu lato” (gościnnie: O$ka) 3. „Krok 1” 4. „Ja się wcale nie chwalę” – (gościnnie: Kaliber 44) 5. „Poznaj, kto teraz” – (gościnnie: Freeze) 6. „Krok 2” 7. „Ogród zwany Eden” – (gościnnie: OMP) 8. „Letnia miłość” – (gościnnie: Trzyha) 9. „Zaczęło się i do dzisiaj trwa” – (gościnnie: N.B.K.) 10. „Freestyle” – (gościnnie: Wujek Samo Zło) 11. „Krok 3” 12. „Ludzie z przeszłości” – (gościnnie: Snuz) 13. „Uwierz we wszystko” – (gościnnie: Pikus Dog) 14. „Raz biorą, a raz dają” – (gościnnie: Solfernus) 15. „Krok 4” 16. „Nie trzaskaj furtką” – (gościnnie: V.E.T.O.) 17. „Kto robi Hip Ha O Pe?” – (gościnnie: Freeze, O$ka) 18. „Dźwięki stereo” – (gościnnie: Stereofonia) 19. „Wyjście z cienia” – (gościnnie: Vito) 20. „DJ 600 V = V.O.L.T.” 21. „Zróbcie miejsce” |  | Strona Ciemna 1. „Intro” 2. „Sprawdź, co dzieje się” – (gościnnie: Freeze) 3. „3560 dni” 4. „Krok 5” 5. „Oparta na faktach rymonacja” – (gościnnie: Ko1Fu) 6. „Bez refrenu” – (gościnnie: TPWC) 7. „Czas wtedy staje” – (gościnnie: Fundacja nr 1) 8. „Pamiętaj o melanżu” – (gościnnie: Włodi, Fu, Sokół, Jaźwa) 9. „Operacja prawda” – (gościnnie: Proceder) 10. „Dziękówa dla chłopaków” – (gościnnie: Vienio, Pele) 11. „Pierwszy krok na nowej drodze” – (gościnnie: Włodi) 12. „Szansa na sukces” – (gościnnie: Wzgórze Ya-Pa 3) 13. „Krok 6” 14. „Wschodnia teoria” – (gościnnie: Da Dope Clan) 15. „Deusa siła” – (gościnnie: Deus) 16. „Kilkaset słów prawdy” – (gościnnie: Trzyha) 17. „Unoszę głowę” – (gościnnie: Mor W.A.) 18. „Step off” |